# 下阿多古村
下阿多古村（しもあたごむら）は静岡県の西部、豊田郡・磐田郡に属していた村である。浜松市天竜区南西部、天竜川右岸域、阿多古川下流域にあたる。

## 地理
- 山：観音山
- 河川：天竜川、阿多古川

## 歴史
- 1889年（明治22年）4月1日 - 町村制の施行により、上野村、両島村、石神村、渡ヶ島村、米沢村、日明村、青谷村が合併して豊田郡下阿多古村が発足。
- 1896年（明治29年）4月1日 - 郡制の施行により所属郡が磐田郡に変更。
- 1956年（昭和31年）9月30日 - 二俣町・光明村・龍川村・上阿多古村・熊村と合併し、改めて二俣町が発足。同日下阿多古村廃止。
- 1958年（昭和33年）11月3日 - 二俣町が改称・市制施行して天竜市となる。
- 2005年（平成17年）7月1日 - 天竜市が浜松市に編入。
- 2007年（平成19年）4月1日 - 浜松市が政令指定都市に移行し、旧村域が天竜区となる。